# Errore dell'ambito modale
Nella logica, l'errore dell’ambito modale, o errore di necessità è un errore nella logica di un sillogismo tale per cui nella conclusione viene posto un grado di necessità ingiustificata.

## Esempi
Si consideri il seguente sillogismo:
1. Premessa (1): Gli scapoli sono necessariamente celibi.
2. Premessa (2): Giovanni è scapolo.
3. Conclusione: Pertanto, Giovanni non può sposarsi.

La condizione a) sembra essere una tautologia e quindi è vera. La condizione b) è una constatazione di fatto su Giovanni che lo sottopone alla proposizione a): mentre la b) dichiara Giovanni scapolo, la proposizione a) afferma che tutti gli scapoli non sono sposati.
Poiché c) presume che la b) resterà sempre vera, la conclusione commette un errore di necessità (cfr. paralogismo). Infatti, Giovanni è sempre libero di smettere di essere scapolo, semplicemente sposandosi; se compie questa azione, b) non è più vera e quindi non è più soggetta alla tautologia a). In questo caso, c) assume una necessità ingiustificata presumendo, erroneamente, che Giovanni non possa smettere di essere scapolo. Formalmente, questo tipo di argomentazione equivoca tra la necessità de dicto di a) e la necessità de re di c). L'argomento è valido solo se entrambi a) e c) sono interpretati de re. Ciò, tuttavia, comprometterebbe la validità dell'argomento, in quanto a) è solo una tautologia de dictoe, se interpretata de re, è falsa. Utilizzando il simbolismo della logica modale, l'espressione de dicto {\displaystyle \Box (Bx\rightarrow \neg Mx)} è una tautologia, mentre la corrispondente espressione de re {\displaystyle Bx\rightarrow \Box \neg Mx} è falsa.